# Дзёё-кандзи
Дзёё-кандзи (яп. 常用漢字 дзё:ё: кандзи, «обычно используемые кандзи») — список иероглифов, которым Министерство образования, культуры, спорта, науки и технологий Японии рекомендует ограничиваться в повседневном употреблении. Современный список Дзёё-кандзи состоит из 2136 кандзи, включая в себя 1006 кёику-кандзи, изучающихся в начальной школе, и 1130 дополнительных кандзи, изучающихся в средней школе. Чтение кандзи, отсутствующих в этом списке, обычно подписывают фуриганой.

## История
- В 1923 году министерство образования Японии составило список из 1962 кандзи и 154 упрощённых символов.
- В 1931 году список Дзёё-кандзи был пересмотрен, было оставлено 1858 символов.
- В 1942 году список Дзёё-кандзи был пересмотрен и разделён на две группы: 1134 стандартных-Дзёё и 1320 дополнительных-Дзёё.
- В 1946 году список Дзёё-кандзи был трансформирован в список Тоё-кандзи (яп. 当用漢字 то:ё: кандзи, «кандзи для повседневного использования»), содержавший 1850 иероглифов, что стало стандартом Японского образования.
- В 1981 году список обязательных иероглифов был пересмотрен, к Тоё-кандзи было добавлено 95 символов [кроме того, один символ (燈) был заменён на упрощённый (灯)] — список расширился до 1945 знаков. Список вновь стал называться Дзёё-кандзи и стал новым стандартом, заменив Тоё-кандзи.
- В 2010 году список Дзёё-кандзи был пересмотрен: были удалены 5 кандзи (勺, 銑, 脹, 錘 и 匁) и добавлены 196, таким образом список расширился до 2136 знаков.

## Правила использования
Правила для Дзёё-Кандзи аналогичны правилам для Тоё-кандзи.
- Дзёё-кандзи должен использоваться в официальных документах, печати и населением.
- Если в слове лишь часть может быть отражена кандзи (小さい, ти:сай, 小 ти:, さい сай), остальное должно быть записано хираганой.
- Предпочтительно писать окончания глаголов, местоимения, наречия, междометия, послелоги хираганой.
- Заимствованные слова должны писаться катаканой.
- Употребление фуриганы должно быть максимально снижено.
- Для записи терминов кандзи из дзёё предпочтительнее, по сравнению с кандзи, которых там нет. Однако не включённые в тоё-кандзи предпочтительнее каны.
- Личные имена и названия могут быть записаны не включёнными в дзёё иероглифами.
- Названия животных, растений, иностранные имена и географические названия должны произноситься максимально близко к языку-источнику и писаться катаканой. Исключения возможны для укоренившихся в японском названий некоторых стран, в том числе Китая, США и Великобритании.

## Список кандзи

### Седьмой год
| 1007 | 彼 | 8  | он, тот                                                                                 | хи         | карэ   |  |
| 1008 | 御 | 12 | уважительный префикс                                                                    | го, гё     | —      |  |
| 1009 | 僕 | 14 | я(используется юношами и мужчинами)                                                     | боку       | —      |  |
| 1010 | 郎 | 9  | молодой мужчина, парень                                                                 | ро:        | —      |  |
| 1011 | 込 | 8  | внутрь, переполненный, вкладывать(душу), включать, заряжать(оружие)                     | —          | кому   |  |
| 1012 | 違 | 13 | отличаться, быть другим, различаться, противоречить, быть ошибочным, не соответствовать | и          | тигау  |  |
| 1013 | 吉 | 6  | счастье, удача                                                                          | кити, кицу | —      |  |
| 1014 | 如 | 6  | подобно, усилительный суффикс                                                           | дзё, нё    | готоси |  |
| 1015 | 誰 | 15 | кто                                                                                     | суи        | дарэ   |  |